# Geophilus koreanus
Geophilus koreanus är en mångfotingart som först beskrevs av Yoshioki Takakuwa 1936.  Geophilus koreanus ingår i släktet Geophilus och familjen storjordkrypare. Inga underarter finns listade i Catalogue of Life.